# Spinești
Spinești – wieś w Rumunii, w okręgu Vrancea, w gminie Vrâncioaia. W 2011 roku liczyła 516
mieszkańców.